# Villandro
Villandro, németül: Villanders, település Olaszországban, Bolzano autonóm megyében. Lakosainak száma 1904 fő (2023. január 1.). Villandro Barbiano, Renon, Sarentino, Chiusa és Laion községekkel határos.

## Népesség
A település népességének változása:
| Lakosok száma | 1858 | 1849 | 1853 | 1904 |
|               | 2008 | 2017 | 2018 | 2023 |